# Siyavush
Siyavush o Siyāvash (en persa: سياوش) o Siavush, Siavukhsh, Siavash, o Seyavash) és una important figura a l'obra èpica de Ferdowsi coneguda com a Shahnameh. Fou un príncep llegendari persa de l'antic temps de l'Imperi Persa. Era el fill de Kay Kawus, el Shah de l'Iran en aquell temps, i a causa de la traïció de la seva sogra,Sudabeh (amb qui s'havia negat a tenir una relació sexual i a trair al seu pare), s'exilià a Turan on fou mort innocentment per ordre del rei turanià, Afrasiyab. Més tard, el seu fill Kai Khosrow, prengue la seva venjança. És símbol de la innocència en la literatura persa. El seu nom significa "Algú amb un cavall negre". Ferdowsi en el Shahnameh denomina el seu cavall Shabrang Behzd (en persa:شبرنگ بهزاد) significant literalment "Nit virolada pura-nascuda".

## la seva vida
Des del seu naixement Siyavush fou portat per Rostam a Zabol. Quan era un noi de dotze anys, Rostam li ensenya a muntar a cavall, tirar a l'arc i servir-se d'un llaç. Altres li van ensenyar a dirigir el tribunal reial, tenir la celebració dels festins, i mantenir el seu paper reial. Quan Siyavush era jove, se sentia inquiet de retre visita al seu pare Kay Kawus, i Rostam acompanyava el seu pupil al tribunal reial.
Siyavush va saber satisfer perfectament les exigències de Kay Kawus i fou rebut calorosament. A la residència de Kay Kawus, Siyavush semblava bo, i ja que prosperava en tot, el seu pare li va confiar la càrrega de dirigir Tisfun. Però una de les dones del seu pare, Sudabeh, filla d'Hamavaranshah, tenia passió per ell. Sudabeh va parlar amb el Shah i va fer l'elogi del caràcter del seu fill, proposant casar-lo amb una de les senyoretes de descendència reial sota l'atenció d'ella mateixa. Va demanar que Siyavush fos enviat a l'harem per veure totes les noies i escollir-ne una com legítima esposa. El xa va aprovar aquesta proposició i la transmeté a Siyavush, però aquest, que era modest i sensible, sospita en aquesta maniobra d'un artifici de Sudabeh i va vacil·lar. Per orde del xa Siyavush va entrar finalment a l'harem. En la seva primera visita Siyavush no va parar atenció a Sudabeh i va anar directament a les altres princeses que el van posar en una butaca d'or i parlaren amb ell per un temps.
Kay Kawus va repetir el seu desig d'enviar-lo a escollir una dona de l'harem com a esposa, però Siyavush es va negar a anar-hi. Sudabeh va enviar a Hirbad a dir a Siyavush que ella mateixa estava llesta per matar el seu marit, el xa, per esdevenir la seva legítima esposa, però Siyavush va rebutjar aquesta proposta. Una vegada les seves propostes repetides foren totes rebutjades, va caure en un estat compulsiu; així desfeta, va fingir una falsa acusació contra ell, davant el seu marit.
Creient que Siyavush havia preferit la seva dona, el xa va considerar que només la mort podria expiar el seu crim. Va sentir les mans de Siyavush, que feien olor de l'aigua de rosa; llavors va olorar els vestits de Sudabeh, que al contrari, feien olor fortament del vi. En resposta a aquest descobriment, el rei resolgué el procés amb la mort de Sudabeh, convençut de la falsedat de l'acusació que llençava contra el seu fill.
Finalment va decidir provar la innocència de Siyavush per la prova del foc; Siyavush es va preparar a sofrir la terrible prova a la qual havia estat condemnat, tranquil·litzant al seu pare de no alarmar-se. Un foc fou encès i Siyavush, portant un casc i un vestit blanc es precipita a través del foc sobre el seu cavall negre, Siah. Quan Siyavush torna sa i estalvi, la seva innocència va quedar provada. Kavus fou ara incitat a condemnar Sudabeh a mort, no només per a la seva pròpia culpabilitat, sinó també per haver exposat al seu fill a tal perill. Però Siyavush va intercedir per ella i Sudabeh no fou pas executada.

## Siyavush i Afrasiyab
Afrasiyab projectava una altra invasió contra l'Iran, però aquesta amenaça va quedar anul·lada. Però poc després es va saber que Afrasiyab tenia reunit un altre exèrcit per tal d'irrompre a l'Iran per sorpresa; i Kawus, considerant que aquest tàtar no podria ser retingut ni per promesa, ni per jurament, conclogué que en aquesta ocasió havia de prendre l'assumpte a mà, penetrant al seu territori tan lluny com Balkh, apoderant-se del país per donar un exemple als habitants. Però Siyavush va demanar de ser encarregat d'això, i per obtenir el consentiment del xa, va afegir el consell de Rostam. El xa va consultar l'assumpte a Rostam, que va declarar càndidament que no era necessari per a la seva majestat de procedir personalment a la guerra; així tranquil, reclama tots els recursos del seu imperi per equipar les tropes que acompanyarien al seu fill. Un mes més tard, l'exèrcit es posà en ruta cap a Balkh, el punt de l'atac.
D'altra banda Garsivaz, el governador de l'Estat de Balghar, va reunir les legions de tàrtars a Balkh, sota les ordres de Barman, units tots contra l'enemic persa. Va seguir un conflicte de tres dies, en què foren derrotats i obligats a retirar-se del front. Quan la notícia d'aquesta calamitat va arribar fins Afrasiyab, va somiar ulteriorment amb un bosc ple de serps on l'aire era obac per la presència d'innombrables àguiles al cel; va demanar consell als seus astròlegs, però van vacil·lar negant-se a donar una explicació a aquesta visió. Finalment, un savi de nom Saquim, intèrpretà aquest somni com el signe de la seva derrota en tres dies. Afrasiyab va enviar a Garsivaz a parlamentar amb el cap de l'exèrcit de Siyavush, amb regals com cavalls, armadures i espases, demanant la pau.
Entre temps Siyavush estava inquiet de perseguir l'enemic a través de Jihun. Quan Garsivaz va arribar amb la seva ambaixada fou rebut amb distinció, i l'objecte de la seva missió fou explicat; un consell secret fou tingut per determinar la resposta que s'hi havia de donar. Llavors es conclogué aprovant les condicions necessàries a aquesta demanda: Primer, un centenar de cavallers com a ostatges; segon la restitució i la restauració de totes les províncies iranianes que els turanians havien ocupat.
Garsivaz va enviar un missatger a Afrasiyab per informar-lo de les condicions necessàries, i sense demora foren aprovades. Un centenar de guerrers es van posar ràpidament en ruta per servir d'ostatges; Bukharà i Samarcanda, Hajj i Panjab, eren lliurades a Siyavush. Afrasiyab mateix es va retirar cap a Gungduz.
Les negociacions acabades, Siyavush va trametre una carta al seu pare per mitjà de Rostam. Kawus va desaprovar els termes i va renyar al seu fill. Per aquesta raó Kawus va designar nou comandant de l'exèrcit persa a Tus i li va ordenar fer avançar les seves tropes contra Afrasiyab, i trametre a Siyavush l'orde de tornar i de portar els cent ostatges. Siyavush es va ofendre per aquesta orde i va consultar a Zanga og Shavaran i segons el consell d'aquest consell havia d'escriure una carta a Kawus, expressant el seu desig a voler renovar la guerra i matar els ostatges. Però Siyavush pensava que havia de mantenir la seva promesa i, per tant, va decidir marxar de l'Iran i exiliar-se a Turan, el país d'Afrasiyab.

## Siyavush a Turan
Al Turan Afrasiyab va rebre a Siyavush calorosament. El vell visir turanià Piran Visah va casar la seva filla Jurairah amb Siyavush. Després Siyavush es va casar amb Farangis, la filla d'Afrasiyab. El segon matrimoni fou en conseqüència mantingut, i Afrasiyab va quedar molt content d'aquesta unió fins al punt que va donar el govern sobirà del Khotan a la seva fill i el seu marit. Al Khotan, Siyavush va trobar la ciutat de Siyavushgird i el Castell de Gang. Piran Visah i Garsiwaz van visitar la ciutat de Siyavush i el segon li va aconsellar preparar-se pel combat.
Les notícies que Afrasiyab es preparava per a la guerra van mostrar a Siyavush que Garsivaz li havia donat un bon consell. Siyavush i els seus seguidors no havien combatuit mai contra un exèrcit nombrós i així tots els seus homes foren morts o decapitats. Les dones foren agafades com esclaves i enviades al Kirman. Afrasiyab va arribar a temps per rodejar a Siyavush i anava a matar-lo amb una fletxa però finalment va optar per decapitar-lo. La seva mort mítica és commemorada per alguns iranians, sobretot a Shiraz, al dia anomenat Siavashun.